# ساشا گری
ساشا گری (به انگلیسی: Sasha Grey) با نام اصلی مارینا آن هانتزیس، بازیگر، مدل، موسیقی‌دان و نویسنده آمریکایی است. گری، با ورود به صنعت فیلم‌های بزرگسالان، از سال ۲۰۰۷ تا ۲۰۱۰، توانست برنده ۱۵ جایزه (از جمله، جایزه ای‌وی‌ان در سال ۲۰۰۸) در این حرفه شود. در سال ۲۰۱۱، او یک کتاب مصوّر با نام نوی سکس، دربارهٔ کار خود در صنعت فیلم‌های بزرگسال به چاپ رساند.
گری در چندین موزیک ویدیوها، مستندها، کمپین‌های تبلیغاتی، آثار هنری و مجله ها حضور داشته. پس از اولین فیلم سینمایی خود، (با نام: The Girlfriend Experience) در سال ۲۰۰۹ به کارگردانی استیون سودربرگ، در چند فیلم دیگر از جمله پنجره‌های باز، و چند فیلم کمدی ترسناک دیگر بازی کرد.
او در فیلم‌های دختری با چشم غیرمسلح، نویسنده بد و من با تو ذوب میشم نیز بازی کرده‌است.
گری یکی از بنیانگذاران، خواننده، و نویسندهٔ بند موسیقی اینداستریال اِتله‌ساین بود. او نویسنده رمان‌های سه‌گانه انجمن ژولیت است.

## زندگی

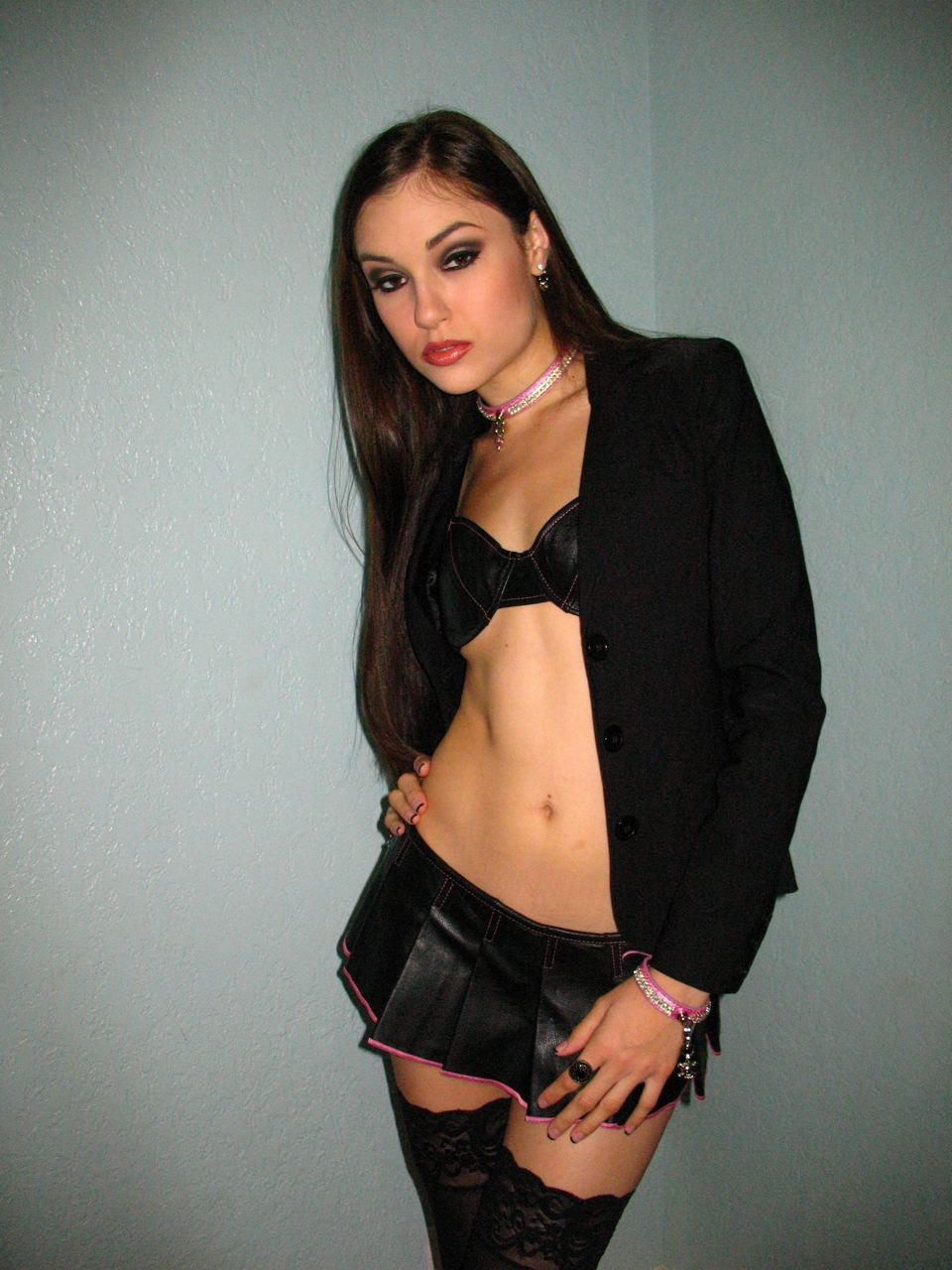
گری در اوت ۲۰۰۷

گری – با نام اصلی مارینا آن هانتزیس – زاده شهرستان ساکرامنتو، کالیفرنیا در یک خانواده از طبقه کارگر به دنیا آمد. پدرش یک مکانیک یونانی-آمریکایی بود، و در ژوئن سال ۲۰۱۵ چشم از جهان فروبست. مادرش از نژاد انگلیسی، ایرلندی و لهستانی است. والدین گری قبل از شروع دبیرستان وی طلاق گرفتند و او توسط مادرش، که در سال ۲۰۰۰ ازدواج مجدد کرد، بزرگ شد. او به عنوان یک کاتولیک بزرگ شد.
هرچند گری یک سال زودتر، در سن ۱۷ سالگی فارغ‌التحصیل شد، او در چهار دبیرستان مختلف تحصیل کرد و از همه آنها ناراضی بود. در اواخر سال ۲۰۰۵ او به تحصیل در کلاس‌های فیلم، رقص و بازیگری در دانشگاه ساکرامنتو پرداخت. او تا مارس ۲۰۰۶ به عنوان پیشخدمت در یک رستوران فروش استیک مشغول به کار شد و توانست ۷۰۰۰ دلار پول برای مهاجرت به لس‌آنجلس پس‌انداز کند.

## حرفه
در می ۲۰۰۶، ساشا گری در ۱۸ سالگی به لس‌آنجلس، کالیفرنیا مهاجرت کرد و در فیلم‌های پورنوگرافی هاردکور بازی کرد. قبل از اینکه او نام‌هنری خود را ساشا گری بگذارد، در این زمان نام خود را از روی بازیگر فرانسوی، آنا کارینا گذاشت. نام «ساشا» برگرفته از نام ساشا کونیکو، موزیسین آلمانی است. و "گری" برگرفته از نام کتاب "تصویر دوریان گری" نوشتهٔ اسکار وایلد است.
اولین فیلم گری، با نام: "مُدِ شیک: چالش" یک ارجی همراه با روکو سیفردی به کارگردانی جان استاگلیانو بود. پس از آنکه در این فیلم از سیفردی خواست که یک مشت به شکمش بزند، به سرعت در بین کاربران محبوبیت پیدا کرد، او بعداً اظهار داشت که آن ضربه واقعی نبوده. در ژانویه ۲۰۰۷، او نامزد دریافت جایزه بهترین سکس سه نفره برای فیلم فاک اسلیوز و نامزد دریافت جایزه بهترین فیلم گروهی برای فیلم مُدِ شیک: چالش در بیست و چهارمین دوره جشنواره ای‌وی‌ان شد.
در سال ۲۰۰۸ او به جوان‌ترین برنده جایزه برترین بازیگر زن سال جشنواره ای‌وی‌ان تبدیل شد. او همچنین در بیست و پنجمین دوره جشنواره ای‌وی‌ان، برنده جایزه برترین فیلم سکس دهانی برای فیلم پرستارهای بچه شد. او همچنین برای فیلمی به کارگردانی دیو ناوارو با نام شکسته، برنده جایزه بهترین پایان عالی فیلم در جشنواره ای‌وی‌ان شد. گری همچنین در فیلم دزدان دریایی ۲: انتقام استاگنتی بازی کرد که فیلم برنده ۱۵ جایزه مختلف در شانزدهمین دوره جشنواره ای‌وی‌ان شد.
ای.او. اسکات، منتقد از روزنامه نیویورک تایمز حرفهٔ پورنوگرافی گری را اینگونه توصیف می‌کند: «تمایز او، در کارهاییست که می‌خواهد انجام دهد، و جدیّتی که در انجام آن کارها دارد.» در سال ۲۰۰۹ او مقام اول «۱۰۰ بازیگر پورن» از دیدگاه سالنامه شماره ۱۱ مجله جنسیس بر اساس تعداد رای را کسب کرد. در ویرایش ۱۰ این مجله در سال ۲۰۰۸ او صاحب مقام ششم بود.
به گفتهٔ میامی نیوتایمز او در حدود ۱۹۰ فیلم بزرگسالان نقش‌آفرینی کرده، و همچنین دو فیلم جشن تولد و فتنه (۲۰۰۹) را کارگردانی کرده. به گفته روزنامه گاردین او در ۲۷۰ فیلم بزرگسالان بازی کرده‌است. گری آخرین فیلم پورنوگرافی خود را در سن ۲۱ سالگی در سال ۲۰۰۹ بازی کرده‌است. گری، بازنشستگی خود را در صنعت فیلم‌های پورن، در صفحه فیس‌بوک خود در آوریل سال ۲۰۱۱ خبر داد.
در سال ۲۰۱۰ گری در مصاحبه‌ای با مجله ماکسیم گفت که پدر و مادرش از مشارکت و کار او در صنعت فیلم‌های بزرگسالان راضی نیستند اما با این حال شرایط را مهیا کردند.

### پوشش رسانه ای
کمتر از شش ماه از ورود به صنعت فیلم‌های بزرگسالان، نام گری در مجله لس‌آنجلس به عنوان یک ستاره بالقوه بزرگ نوشته شد (بعد از جنا جیمسون). در دسامبر ۲۰۰۶ گری یک مصاحبه با شبکهٔ "The Insider" که مربوط به سرگرمی‌های بزرگسالان است، داشت. در فوریه ۲۰۰۷ گری در شوی تایرا بنکس حضور پیدا کرد و دربارهٔ نوجوانان و رابطه جنسی صحبت کرد. گمانه زنی‌هایی وجود دارد که این نمایش به شدت از طریق ویرایش و سانسور دستکاری شده‌است و دفاع گری از انتخاب فیلم‌های بزرگسالان به عنوان یک حرفه حذف شده‌است، که این کار شبکه به شدت مورد انتقاد قرار گرفت.
گری در ژوئیه سال ۲۰۰۷ توانست عنوان "حیوان خانگی سال" را در مجله پنت‌هاوس به دست آورد، و عکس او توسط عکاس مد، تری ریچاردسون گرفته و چاپ شد. نام گری در نسخه دسامبر ۲۰۰۸ مجله رولینگ استون در لیست دختران جذاب چاپ شد. گری همچنین در سال ۲۰۰۹ مجری مستندی دربارهٔ سکسپو استرالیا برای برنامهٔ تلویزیونی اتک آو د شو! در شبکهٔ جی۴ بود. گری دوبار در شبکه پلی‌بوی ظاهر شده، در دسامبر سال ۲۰۰۹ به عنوان مدل عکس و در اکتبر سال ۲۰۱۰ به عنوان عکس روی جلد مجله. در مه سال ۲۰۱۰ در مجلهٔ بلک‌بوک با ترنس کوه مصاحبه کرد.
در سال ۲۰۱۱ شبکهٔ سی‌ان‌بی‌سی گری را در لیست ۱۲ ستاره برتر فیلم‌های بزرگسالان قرار داد و چند شبکه دیگر این خبر را بازنشر کردند. در نسخه نوامبر ۲۰۱۳ نشریه پنت‌هاوس، گری به عنوان یکی از دوازده دختر کثیف نام برده شد، و مجلهٔ سلامتی مردان، او را به عنوان رتبهٔ ۸۵ از ۱۰۰ دختر جذاب تاریخ نام برد. فیلیپ دفرانکو، در سال ۲۰۱۶ او را به عنوان رتبهٔ ۱۱ از ۲۰ ستارهٔ پورنوگرافی با بیشترین جستجو در یوتیوب، توسط کاربران قرار داد.

### مدلینگ
گری برای مشتریان مختلفی به کار مدلینگ پرداخته، از جمله، پوشاک مانوکیان متعلق به ماکس عزریه، کفش‌های فورفکس، امریکن اپرل و فلوانت. گری در مجلهٔ وایس به مدلینگ ضد مد برای ریچارد کرن پرداخت.

## جوایز
| سال  | مراسم                             | جایزه                           | فیلم                      |
| ---- | --------------------------------- | ------------------------------- | ------------------------- |
| ۲۰۰۷ | جوایز ای‌وی‌ان                      | بهترین سکس سه نفره              | Fuck Slaves               |
| ۲۰۰۷ | جوایز ای‌وی‌ان                      | بهترین سکس گروهی                | aFashionistas Safado      |
| ۲۰۰۷ | جایزه ایکس‌آرسی‌او                  | ستاره جدید                      | —                         |
| ۲۰۰۸ | جوایز ای‌وی‌ان                      | بهترین صحنه سکس دهانی           | Babysitters               |
| ۲۰۰۸ | جوایز ای‌وی‌ان                      | بهترین بازیگر زن سال            | —                         |
| ۲۰۰۸ | جوایز ایکس‌آرسی‌او                  | بهترین بازیگر زن سال            | —                         |
| ۲۰۰۹ | جوایز ایکس‌آرسی‌او                  | Mainstream Adult Media Favorite | —                         |
| ۲۰۱۰ | جوایز ای‌وی‌ان                      | بهترین صحنه سکس مقعدی           | Anal Cavity Search 6      |
| ۲۰۱۰ | جوایز ای‌وی‌ان                      | بهترین صحنه سکس دهانی           | Throat: A Cautionary Tale |
| ۲۰۱۰ | AVN Award                         | Crossover Star of the Year      | —                         |
| ۲۰۱۰ | جایزه هوادارن سرگرمی‌های بزرگسالان | ستاره سکس دهانی موردعلاقه       | —                         |
| ۲۰۱۰ | جایزه ایکس‌بیز                     | Crossover Star of the Year      | —                         |
| ۲۰۱۰ | جوایز ایکس‌آرسی‌او                  | Mainstream Adult Media Favorite | —                         |